# Mona Karff
Mona May Karff (geborene Ratner, * 20. Oktober 1914 in Bessarabien, Russisches Kaiserreich; † 10. Januar 1998 in Manhattan) war eine US-amerikanische Schachspielerin. Zusammen mit Gisela Gresser dominierte sie viele Jahre lang das Frauenschach in den USA und errang zwischen 1938 und 1974 insgesamt sechsmal die Landesmeisterschaft.
Karff wuchs in Tel Aviv als Tochter des reichen Grundbesitzers Aviv Ratner auf, von dem sie auch die Schachregeln lernte. In den 1930er Jahren ließ sie sich in Boston nieder und war dort kurze Zeit mit dem Rechtsanwalt Abe Karff verheiratet. Später lebte sie mit dem Schach- und Go-Meister Edward Lasker zusammen.
Sie nahm an drei Schachweltmeisterschaften der Frauen teil: 1937 in Stockholm (Platz 6), 1939 in Buenos Aires (Platz 5) und 1949/50 (Platz 14) in Moskau. 1950 wurde sie vom Weltschachverband FIDE zur Internationalen Meisterin ernannt.
Mit der Frauenmannschaft der Vereinigten Staaten nahm Karff an der Schacholympiade 1974 in Medellín teil.
Mona Karff war Privatiere, neben ihrer Schachleidenschaft war sie eine gewitzte Investorin und hatte keine Geldsorgen. Sie sprach sechs Sprachen und reiste viel in der Welt umher. Sie war auch eine Kunstliebhaberin und gab einen großen Teil ihres Vermögens für den Ankauf moderner Kunstwerke aus.
2013 wurde sie in die US Chess Hall of Fame aufgenommen.